# Serbochorwaci
Serbochorwaci (serb.-chorw. Srbohrvati) – w XIX i na początku XX wieku wspólne określenie dla Serbów i Chorwatów (wliczani byli także Boszniacy i Czarnogórcy). Przyczyną stosowania było założenie, że jeśli istnieje jeden język serbsko-chorwacki, to musi posługiwać się nim jeden naród.
Określenie to było niekiedy używane w statystykach, np. w austriackiej części Monarchii Austro-Węgierskiej (podczas gdy w węgierskiej części narody były zapisywane oddzielnie). Terminem tym posługiwano się także w niepodległej Jugosławii – dopiero po drugiej wojnie światowej zaczęto osobno liczyć Chorwatów i Serbów, a później także Czarnogórców oraz Boszniaków (wtedy jako „Muzułmanów”).